# اندیس اپیدوت انجیله
اپیدوت انجیله یک اندیس غیرفلزی است که در حوالی شهر تفرش استان قم قرار دارد و مادهٔ معدنی موجود در آن، اپیدوت است.سنگ میزبان این اندیس گرانودیوریت-دیوریت گابرو است و دیرینگی آن به دوران ائوسن بالائی می‌رسد. در این اندیس، پاراژنز‌های گارنت-کلسیت و کوارتز یافت می‌شوند.